# Aphanocephalus sandakanus
Aphanocephalus sandakanus là một loài bọ cánh cứng trong họ Discolomatidae. Loài này được John miêu tả khoa học năm 1967.